# Susan Hall
Susan Mary Hall de soltera Cole (n. 1955, Harrow en Middlesex), mompreneur y política británica, es candidata conservadora a la alcaldía de Londres en 2024.
Miembro de la Asamblea de Londres desde el 20 de junio de 2017, también sirvió como lideresa de los conservadores londinenses desde diciembre de 2019 hasta mayo de 2023.

## Biografía

### Familia
Hija mayor de Benjamin Cole (1912–1972), de ascendencia irlandesa de la línea ancestral distante de los condes de Enniskillen, y su esposa Mary de soltera Palmer (1926–1999), su padre era dueño de los talleres de reparación de automóviles en el noroeste de Londres.
Se casó en 1977 con el peluquero Peter Hall, con prole dos hijos.

### Carrera política
Es concejala del municipio londinense de Harrow tras ganar las elecciones locales de 2006 para el Ward de Hatch End. Además, Hall se desempeñó como lideresa del concejo municipal sin mayoría de Harrow de 2013 hasta 2014.
Fue nombrada miembro de la Asamblea de Londres después de que Kemi Badenoch renunciara en 2017 cuando elegida parlamentaria, convirtiéndose lideresa adjunta de los conservadores en 2018. Reconocida por su habilidad de gobierno local, fue ascendida a lideresa del grupo conservador en la Asamblea en 2019.
Es miembro reelegida en las elecciones municipales británicas de 2021. El 2 de mayo de 2023 Hall anuncia su dimisión como lideresa del grupo conservador en la Asamblea de Londres, para ser seleccionada el 19 de julio de 2023 candidata conservadora en las próximas elecciones a la alcaldía de Londres de 2024.

## Artículo conexo
- Alcaldía de Londres